# سیارک ۵۵۷۲۰
سیارک ۵۵۷۲۰ (به انگلیسی: 55720 Daandehoop، نامگذاری:1972RE) پنجاه و پنج هزار و هفتصد و بیستمین سیارک کشف شده‌است که در ۱۵ سپتامبر ۱۹۷۲ کشف شد.